# باول دودلي
باول دودلي (بالإنجليزية: Paul Dudley)‏ هو لاعب كرة قدم أمريكية أمريكي، ولد في 16 يناير 1939 في فورت سميث في الولايات المتحدة، وتوفي في 16 يناير 1987 في لاس فيغاس في الولايات المتحدة.

## وصلات خارجية
- باول دودلي على موقع مرجع كرة القدم المحترفة.كوم (الإنجليزية)